# R-16

R-16, é a designação geral de uma família de mísseis balísticos intercontinentais da União Soviética. Conhecido pela OTAN como SS-7 Saddler e com a identificação GRAU de 8K64, foi o primeiro de sua categoria a ser desenvolvido pela URSS.

## Descrição
Ele tinha 30 metros de comprimento, 3 metros de diâmetro e pesava 114 toneladas, podia alcançar 11.000 quilômetros carregando uma ogiva que rendia 5-6 megatons, e 13.000 km com uma ogiva que rendia 3 megatons, com um erro circular de no máximo 2,7 km de distancia de seu alvo.

## Desastre
Em 24 de outubro de 1960,  um protótipo do R-16 explodiu na plataforma de lançamento matando cerca de 100 pessoas, esse episódio ficou conhecido como desastre de Nedelin, o primeiro teste realizado com sucesso foi em 2 de fevereiro de 1961.
O R-16 foi um grande avanço para a URSS, porem os mísseis soviéticos continuavam inferiores aos mísseis americanos.

## Referencias
1. ↑  «Boris Chertok (author), Asif Siddiqi (editor). Rockets and People, 2005». Consultado em 13 de abril de 2010. Arquivado do original em 17 de junho de 2008